# Societas delinquere non potest
Societas delinquere non potest és una locució llatina, que significa "la societat no pot delinquir", utilitzada en Dret penal per referir-se a un principi clàssic sobre la responsabilitat penal de les persones jurídiques. Segons aquest principi, una persona jurídica no pot cometre delictes, ja que manquen de voluntat (element subjectiu) que abasti el dol en les seves actuacions. D'aquesta forma, a les persones jurídiques no poden imposar-se-li penes.